# Berywam
Berywam est un groupe de beatbox français originaire de Toulouse. Le groupe est sacré champion de France de human beatbox en 2016 à Paris dans la catégorie équipe. Ils sont sacrés champions du monde par équipe à Berlin en 2018. Leur E.P. est publié le 2 juin 2017.

## Biographie

### Débuts (2015-2016)
Berywam est formé en 2015, afin de créer la surprise pour les championnats de France de beatbox. Le nom du groupe est composé des premières lettres de chaque membre à l'origine du projet (BE-RY-WA-M). Après leur échec en finale lors de leur première tentative contre Team Punk en 2015, ils arrivent finalement à remporter le championnat l'année suivante qui leur permet de se qualifier pour les championnats du monde de human beatbox en 2018. Ils participent la même année à la première partie de Bigflo et Oli au Zénith de Toulouse le 8 avril 2016, et se font découvrir par le public toulousain. Ils feront également la première partie des 2 frères toulousains le 26 octobre 2019 à la Défense Arena, à Paris, devant près de 40.000 personnes. Ils se font également connaître sur internet grâce à leurs vidéos de reprises publiées sur les réseaux sociaux, dépassant aujourd'hui pour certaines le million de vues.

### La confirmation (2017-2019)
2017 est une année charnière pour le groupe alors que les quatre membres commencent une tournée dans toute la France d'avril à juin et poursuivent avec une tournée d'été jusqu'au mois d'août. Ils sortent entre-temps un E.P. le 2 juin 2017 après avoir signé un contrat chez la maison de disque Barclay. Ils poursuivent leur année accompagnant Bigflo et Oli sur leur tournée afin d'apparaître lors de leurs premières parties. C'est également le cas le jeudi 26 octobre 2017, lorsqu'ils participent à la première partie du rappeur Georgio. Enfin, ils concluent 2017 en participant à l'émission de talents italienne Tú sí que vales (it) et parviennent à atteindre la finale.
Berywam effectue la transition entre 2017 et 2018 en annonçant le 21 décembre 2017 la mise en vente des places pour deux concerts uniques au Flow à Paris et au Metronum à Toulouse, prévus respectivement pour le 15 et 16 février 2018. Le groupe débute bien l'année en annonçant le concert de 600 places à Toulouse déjà complet. Ils annoncent en revanche le 13 février être dans l'obligation de reporter le concert parisien au 12 avril, à cause de la crue de la Seine fin janvier 2018. La confirmation se poursuit le 2 février lorsque Berywam est annoncé à la programmation des Francofolies de La Rochelle aux côtés de Bigflo et Oli, du groupe Shaka Ponk et du rappeur Lorenzo. L'année 2018 s'annonce également décisive pour le groupe qui garde en vue les prochains championnats du monde de human beatbox organisés à Berlin au mois d'août et la préparation de leur prochain album prévu pour 2019,.
Le 9 avril 2018, le groupe publie sur leur chaîne YouTube une vidéo où MB14 explique quitter le groupe pour se consacrer pleinement à sa carrière solo. Wawad y précise qu’un nouveau membre viendra le remplacer et que son identité sera dévoilée d’ici quelques semaines. Le groupe effectuera son dernier concert avec MB14 le 12 avril au Flow à Paris. Ils continueront cependant de travailler ensemble jusqu'aux championnats du monde à Berlin au mois d'août.
Le 20 avril 2018, Berywam annonce alors sur leur chaîne YouTube que le nouveau membre du groupe est le champion de France de beatbox 2010, Beasty. Ce choix est notamment expliqué par sa maîtrise du beatbox, du chant et du rap.
Le groupe continue de se développer sur la scène internationale en organisant une tournée au Vietnam et en Thaïlande du 29 avril au 6 mai 2018.
Parallèlement, Berywam annonce un nouveau concert à Paris le 21 septembre 2018 à la Maroquinerie et un concert à Toulouse le 27 octobre 2018 au Bikini.
Lors des championnats du monde de beatbox à Berlin du 3 au 5 août 2018, le groupe parvient à se qualifier, après la phase de qualification, pour la finale dans la catégorie équipe. Ils rencontrent à ce stade l'équipe américaine Beatbox House. Ils sont finalement sacrés champions du monde la nuit du 5 août 2018.
Le groupe se produit le 20 septembre 2018 au Reeperbahn Festival  à Hambourg en Allemagne. Berywam annonce six jours plus tard, le 26 septembre, qu'ils participeront aux premières parties de Bigflo et Oli lors de leur tournée des Zéniths du mois d'octobre à décembre 2018. C'est pour le groupe l'occasion de se produire notamment à Bercy le 8 décembre.
Durant leur concert au Bikini, affiché complet, ils annoncent une nouvelle date dans la même salle le 6 juin 2019. Ils officialisent également leur propre tournée dans toute la France en 2019. Enfin, nous apprenons la participation du groupe à la saison 13 de La France a un incroyable talent. Ils finissent troisième de la compétition lors de la finale le 19 décembre 2018.
Le groupe annonce le 18 mai 2019 qu'ils apparaîtront durant la première partie de Bigflo et Oli le 24 et 25 mai 2019 durant leurs deux concerts au Stadium de Toulouse rassemblant au total plus de 50 000 spectateurs.
Le groupe enchaîne les émissions de talents en participant cette fois à America's Got Talent, diffusée sur la chaîne NBC. Leur première participation est diffusée dans la nuit du mardi 18 au mercredi 19 juin 2019. À la suite de cette dernière, ils parviennent à se hisser au deuxième tour de l'émission. Berywam passe également avec réussite le deuxième tour mais s'arrêtera plus tard aux portes des demi-finales.
Le 1er novembre 2019, Berywam fait son premier concert au Canada en se produisant devant 10 000 personnes, au Centre Bell de Montréal, en première partie de Bigflo et Oli.
En septembre 2023, ils ont participé au festival du Chant du Gros, au Noirmont en Suisse.

### No Instrument(2020-2022)
Le 24 janvier 2020, le groupe sort le premier single de leur premier album : Beriddim sur YouTube et toutes les plateformes de streaming. Il sort par la suite tout au long des années 2020 et 2021 plusieurs morceaux qui ne figurent pas sur l'album avant de révéler en avril et juillet 2021 deux autres singles : Give It Up et Beginning. Leur premier album, No Instrument, sort finalement le 8 avril 2022, et comporte des featurings avec Bigflo et Oli, Féfé, Willy William, Rahzel et Shaggy.

## Membres
Berywam est composé de quatre beatboxers, ayant chacun leur spécialité : Beatness, Rythmind, Wawad et MB14 (remplacé plus tard par Beasty).
Ils remportent les championnats de France par équipe en 2016 à Paris ainsi que les championnats du monde par équipe en 2018 à Berlin.
- Beatness : Fabien Di Napoli originaire de Toulouse[15] , il est né le 20 septembre 1993 (31 ans), il est la voix basse du groupe sur la majorité des morceaux[15]. Vainqueurs d'événements locaux tels que la Breizh Beatbox Battle ou la Battle des Arts Urbains, il remporte avec Wawad et son duo Fabulous Wadness les championnats de France par équipe en 2014 à Nantes et l'événement international Grand Beatbox Battle dans la catégorie Tag Team en 2016. Ils terminent également quatrième des championnats du monde de beatbox en 2015, organisés à Berlin. Il continue son ascension en gagnant les championnats de France dans la catégorie Tag Team avec son duo Bery, formé avec Rythmind. Ils parviennent à remporter le premier World Beatbox Camp Battle (Tag Team) organisé en Pologne en 2017 et terminent quatrième du Grand Beatbox Battle en 2018 (Tag Team). Beatness atteint son apogée lors de ce même événement en terminant vainqueur dans la catégorie Loopstation. Il parvient à atteindre lors des championnats du monde 2018 à Berlin, les demi-finales dans la catégorie Tag Team avec le duo Bery, mais échoue contre les futurs vainqueurs américains Spider Horse. En avril 2019, Beatness participe au Grand Beatbox Battle dans la catégorie loopstation et remet ainsi son titre en jeu. Il échoue dès le premier tour, en quart de finale contre le japonais So-So, et est éliminé de la compétition.

- Rythmind : Loïc Barcourt originaire de Saint-Raphaël[15] , il est né le 19 septembre 1988 (36 ans), il s'occupe majoritairement de la partie rythmique et des percussions[15]. Il participe régulièrement au Seven to Smoke Battle organisé lors du week-end Grand Beatbox Battle et a également été sélectionné pour la catégorie solo en 2018. Il ne passe finalement pas les phases d'éliminations. Il remporte en 2017 avec Beatness les championnats de France contre l'équipe Oniisan et le premier World Beatbox Battle (Tag Team). Rythmind parvient également à atteindre les demi-finales du championnat de France en solo, en 2014 où il s'incline contre Wawad et en 2015 où il échoue face à BMG. Il réussit en 2018 à obtenir une wildcard lui permettant de participer au prochain championnat du monde de beatbox à Berlin dans la catégorie loopstation[16]. Rythmind ne réussit pas à dépasser les qualifications dans cette catégorie mais il parvient jusqu'aux demi-finales dans la catégorie Tag Team avec Beatness. En avril 2019, Rythmind participe au Grand Beatbox Battle dans la catégorie loopstation. Il bat l'italien NME en finale et parvient à remporter son premier grand titre en solo.

- Wawad : Walid Baali originaire de Toulouse[15] , il est né le 24 août 1990 (34 ans), il s'occupe majoritairement de la partie musicale[15] et est considéré par ses pairs comme un maître dans l'art du click. Il possède l'un des palmarès les plus fournis parmi les beatboxers français. Il est double champion de France en solo en 2014 et 2016, et gagne en 2014 les European Beatbox Masters. Il remporte avec Beatness et son duo Fabulous Wadness le championnat de France par équipe en 2014 et le Grand Beatbox Battle (Tag Team) en 2016 face à des équipes telles que les Mad Twinz, K-Pom, Spider Horse ou Costik Storm. Ils terminent quatrième des championnats du monde en 2015. Wawad réussit lors de cet événement à passer les phases d'élimination dans la catégorie solo et entre dans le top 16 des meilleurs beatboxers du monde. Il se fait éliminer par Ball-Zee au tour suivant. Il participe lui aussi aux événements organisés lors du Grand Beatbox Battle en solo (showcase, loopstation, seven to smoke). Il parvient à arriver en demi-finale dans la catégorie loopstation en 2015 et termine finalement à la troisième place en battant MB14 lors de la petite finale, et échoue en quart de finale dans la même catégorie en 2016. Wawad confirme en mai 2018 sa participation au championnat du monde au mois d'août[16]. Wawad réussit une nouvelle fois, lors de cet événement, la performance de se hisser dans le top 16 mondial dans la catégorie solo. Il échoue face à l'espagnol Zekka au tour suivant. Dans la foulée des championnats du monde, Wawad participe à la compétition du World Beatbox Camp dans la catégorie solo. Il élimine tour à tour Mr. Androide et FootboxG et se retrouve en finale face au champion de France 2017 Colaps. Wawad remporte finalement la compétition et succède au palmarès à Trung Bao[17]. Il annonce en parallèle qu'il s'agissait de la dernière compétition de sa carrière en solo, mais n'exclut pas de continuer dans d'autres catégories.

- Beasty : Loïc Palmiste originaire de Bordeaux, rejoint le groupe en avril 2018[9]. Champion de France de Human Beatbox en 2010 en battant Alem en finale, il se hisse dans le Top 8 mondial en 2012 mais échoue face à Skiller qui remportera les championnats du monde lors de cette même compétition. Beasty participe également avec la France à La Cup en 2013, ils atteindront la finale mais échoueront face à l'Allemagne. Enfin, Beasty se fait également connaître sur YouTube grâce à sa participation à une conférence TEDx sur le beatbox, sa vidéo dépasse en 2018 les 4 millions de vues.

- MB14 : Mohamed Belkhir originaire d'Amiens[15], il est né le 19 juin 1994 (30 ans), il se spécialise dans la partie musicale, le chant et l'imitation d'instruments[15]. Il est notamment découvert par le grand public lors de son passage à The Voice en 2016, au cours duquel il atteint la finale et termine deuxième[18]. MB14 se spécialise dans les battles de loopstation et échoue trois fois d'affilée en demi-finale en 2015, 2016 et 2017 lors du Grand Beatbox Battle (Loopstation), il finit troisième en s'imposant dans la petite finale lors de cette dernière édition. Il parvient également à atteindre les demi-finales dans la catégorie solo lors du championnat de France de beatbox 2016 organisés à Paris. Malgré son départ du groupe plus tôt dans l'année, il participe avec Berywam aux championnats du monde 2018 à Berlin et est également sacré champion du monde[1]. MB14 se qualifie dans la catégorie solo pour le Grand Beatbox Battle en avril 2019. Il parvient à se hisser au-delà des qualifications mais échoue en quart de finale contre le néerlandais B-Art.

## Discographie

### EP
- 2017 : Berywam (Universal)

1. Crazy
2. Shape Of You
3. Hey Brother
4. Diggity